# Železniční trať Studénka–Bílovec
Železniční trať Studénka–Bílovec (v jízdním řádu pro cestující označená číslem 279) je jednokolejná regionální trať. Provoz na trati byl zahájen 1. října 1890. Pokladny s prodejem jízdenek jsou jen v koncových bodech trati, tj. Studénka a Bílovec.[zdroj?]

## Galerie

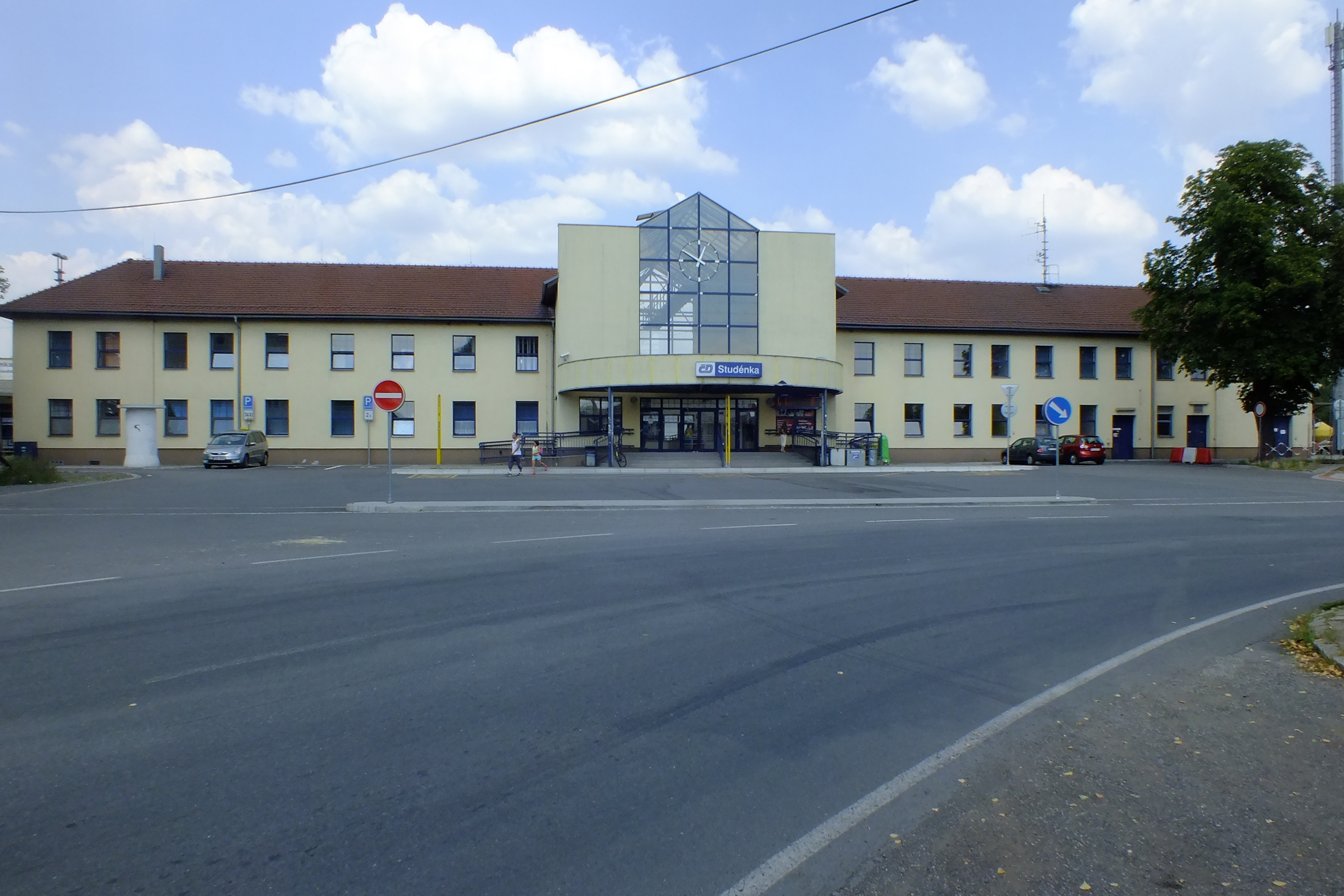
Studénka
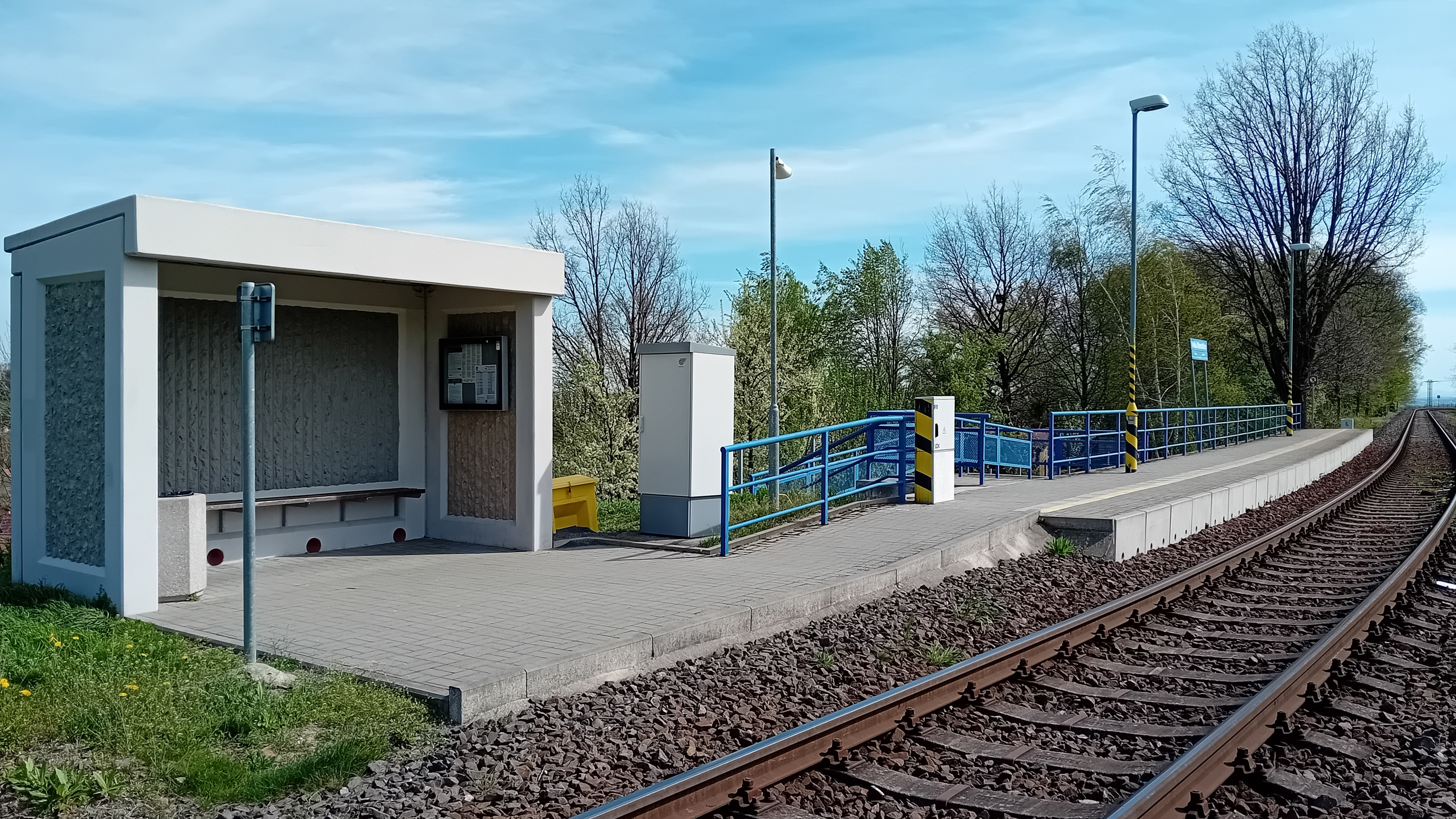
Velké Albrechtice
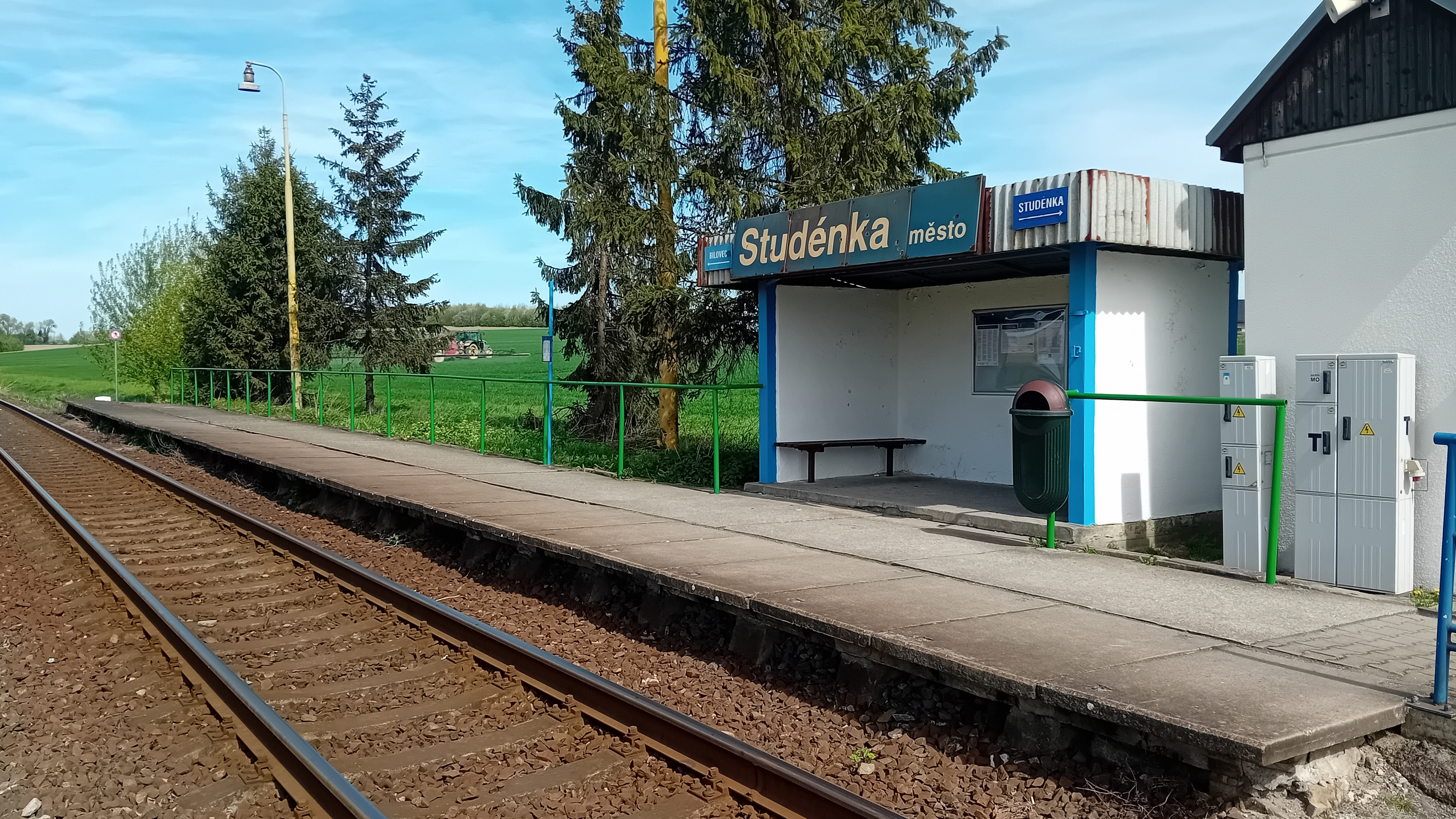
Studénka město
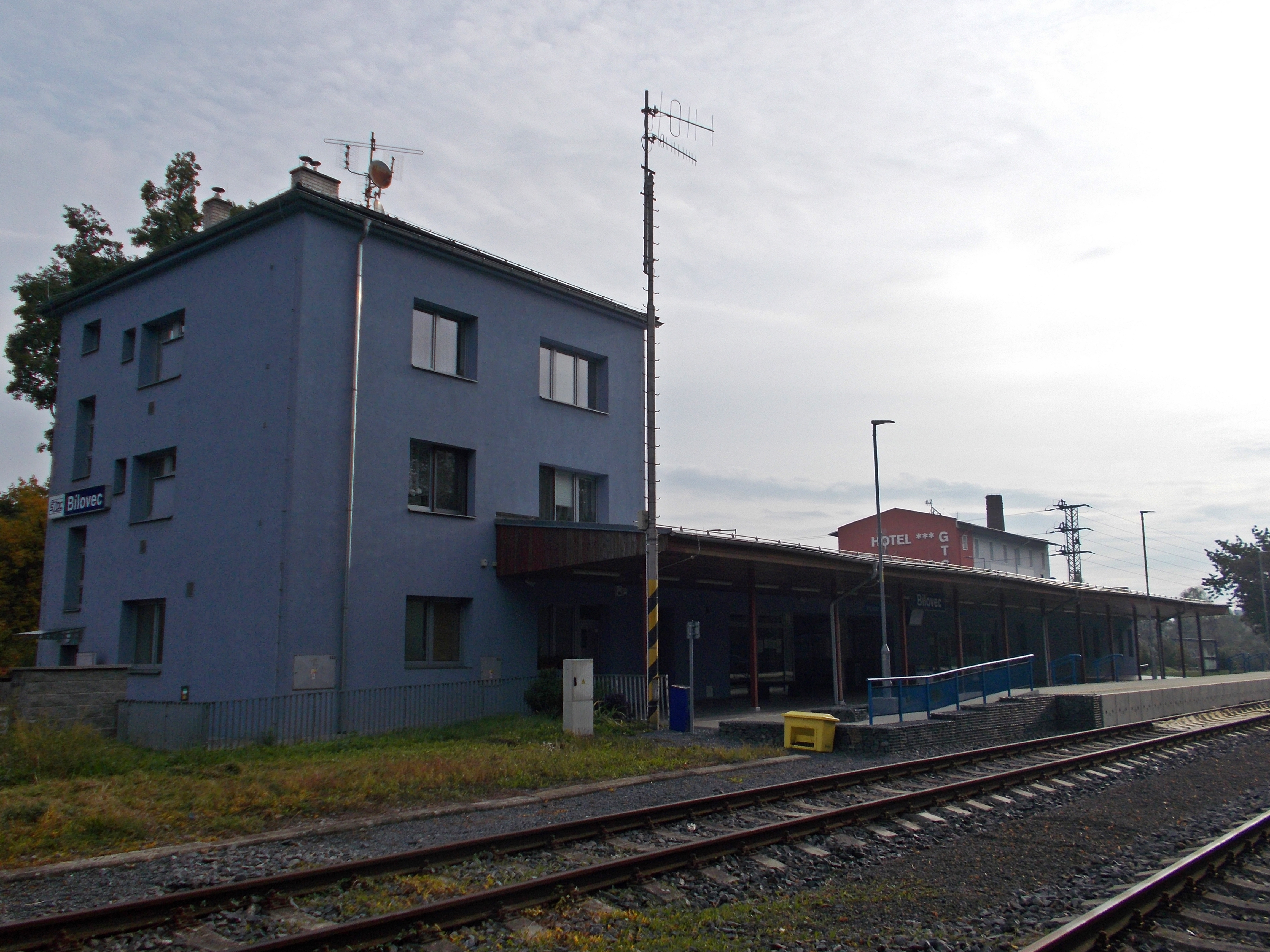
Bílovec
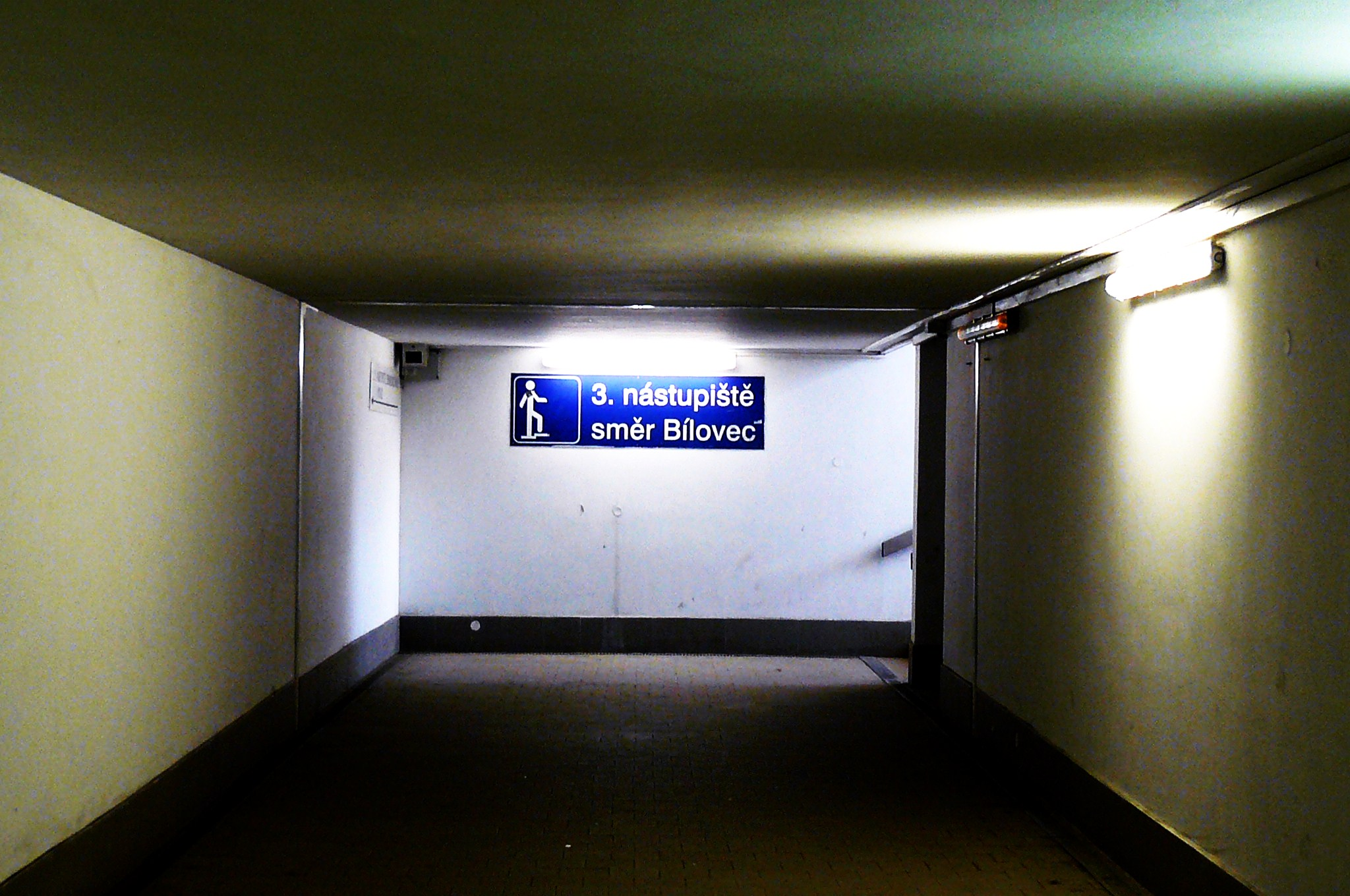
Nástupiště směr Bílovec ve stanici Studénka
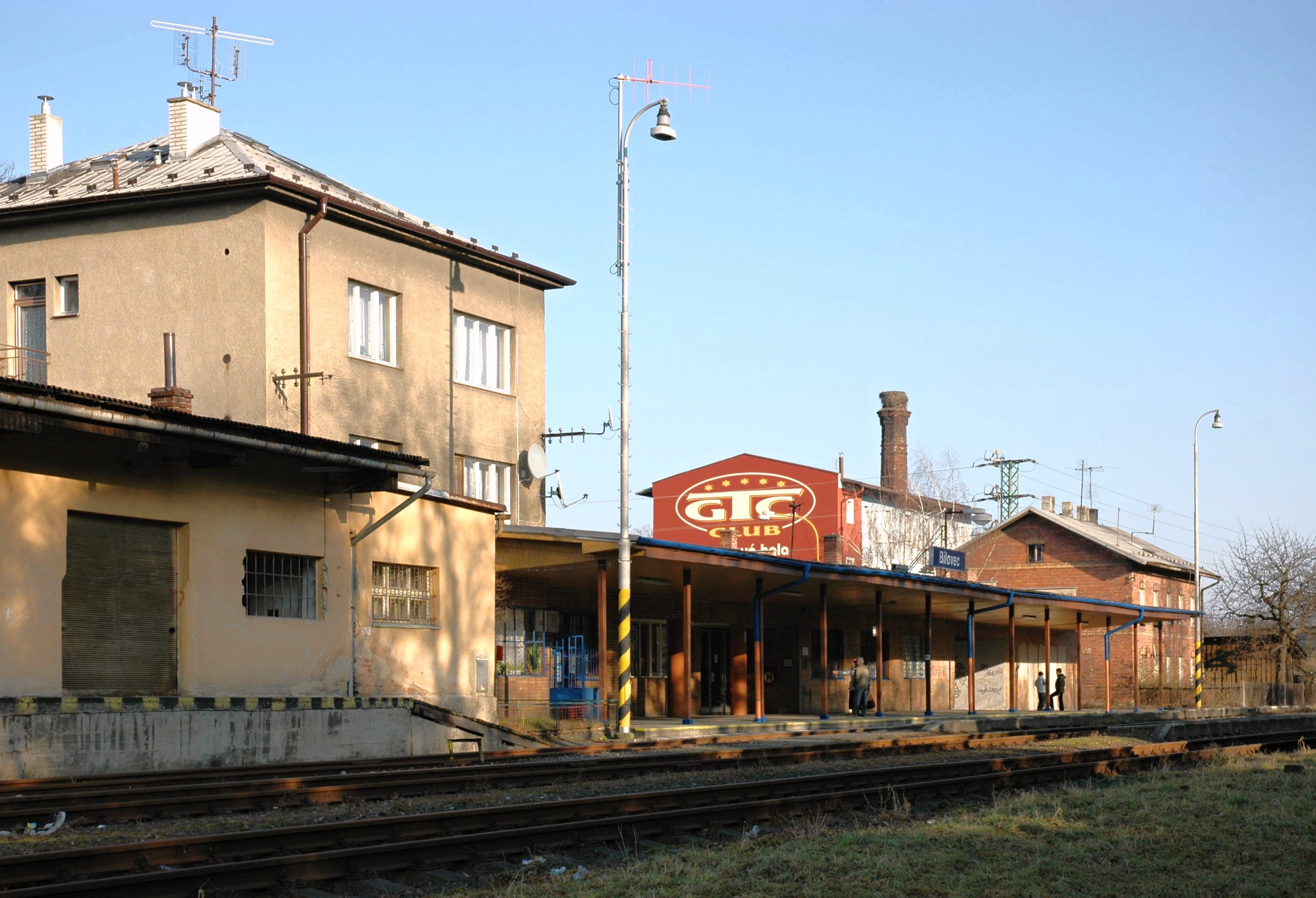
Nádraží Bílovec před rekonstrukcí
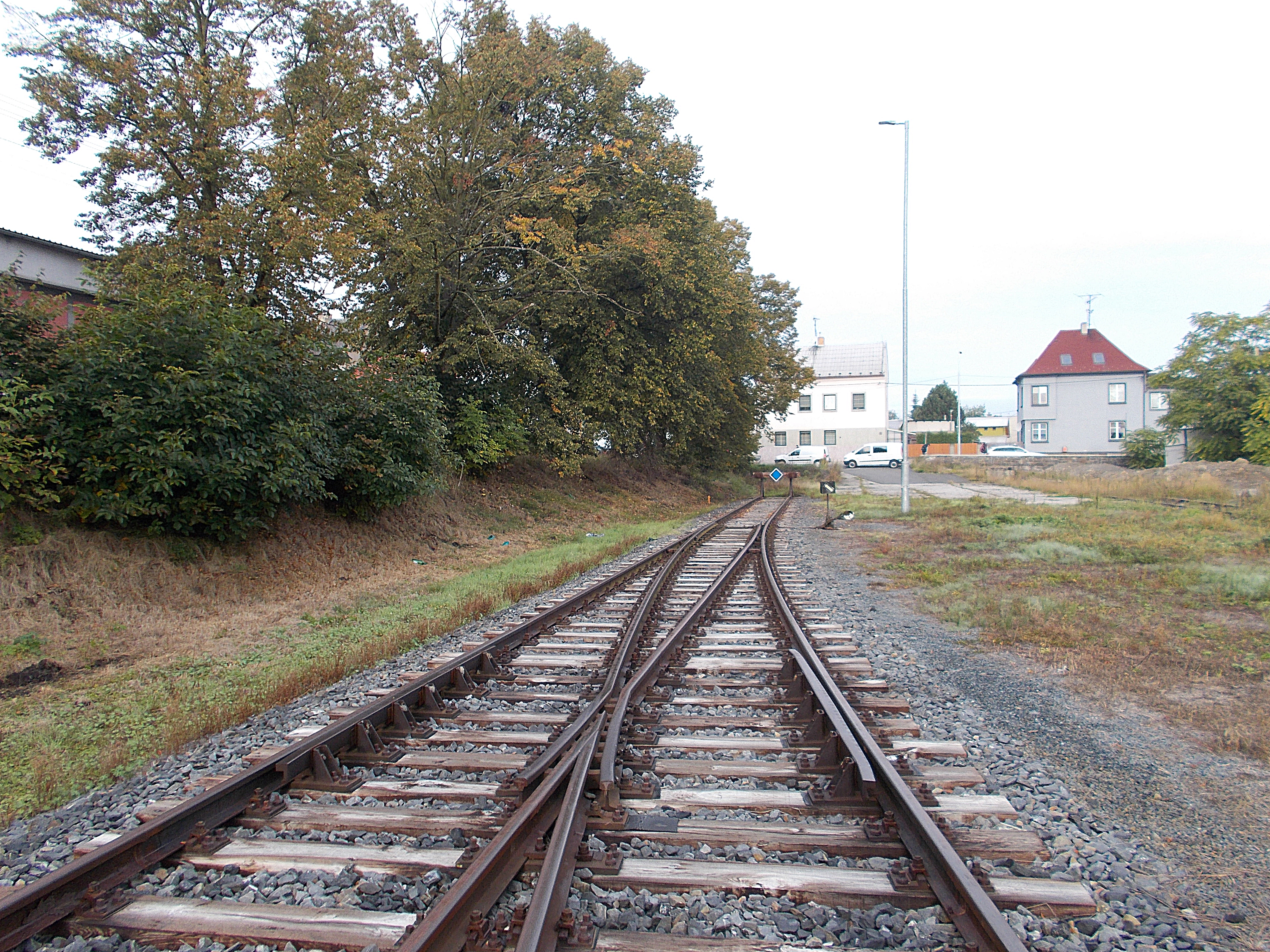
Konec tratě

## Navazující tratě

### Studénka
- Železniční trať Přerov–Bohumín
- Železniční trať Studénka–Veřovice